# Aeletes lissosternus
Aeletes lissosternus är en skalbaggsart som beskrevs av Wenzel 1944. Aeletes lissosternus ingår i släktet Aeletes och familjen stumpbaggar. Inga underarter finns listade i Catalogue of Life.